# Saison 8 de La Voix
 (17 avril 2021).
La saison 8 de La Voix est diffusée du 9 février 2020 au 18 octobre 2020 sur TVA et est animée par Charles Lafortune. Parmi les coachs de la saison dernière, seul Marc Dupré est de retour, tandis que Garou et Cœur de pirate remplacent Alex Nevsky et Lara Fabian. Ayant initialement décidé de reprendre son siège de coach pour une autre saison, Éric Lapointe annonce en octobre 2019 qu'il doit se retirer de l'émission pour des raisons personnelles et est remplacé par Pierre Lapointe,.

## Équipes
- Vainqueur
- Deuxième
- Troisième
- Quatrième
- Volé par un autre coach lors des duels

| Étapes                               | №  | Garou             | Cœur de pirate         | Marc Dupré          | Pierre Lapointe          |
| ------------------------------------ | -- | ----------------- | ---------------------- | ------------------- | ------------------------ |
| Finalistes                           | 1  | Suzie Villeneuve  | Josiane Comeau         | Michaela Cahill     | Flora Stein              |
| Éliminés en demi-finale              | 2  | Philippe Tremblay | Clément Jacques        | Jason Valentino     | Malia                    |
| Éliminés lors des directs            | 3  | Gabriel Forest    | Marie-Luce             | Francis Degrandpré  | William Fontaine-Jalbert |
| Éliminés lors des directs            | 4  | Karolane Brisson  | Tom-Éliot Girard       | Katrine Sansregret  | Alex Burger              |
| Éliminés lors des directs            | 5  | Gabriel Langelier | Beth Cossette          | Joffrey Charles     | Catherine Laurin         |
| Éliminés lors des directs            | 6  | Allison Daniels   | Laurie Drolet          | PETiTOM             | Vidjay Rangaya           |
| Éliminés lors des chants de bataille | 7  | Marc Devigne      | Gabrielle Nogue        | Clara Tetu          | Heidi Jutras             |
| Éliminés lors des chants de bataille | 8  | Scott Ames        | Clerel Djamen          | Raff Pylon          | Andy Bourgeois           |
| Éliminés lors des Duels              | 9  | Tom-Éliot Girard  | PETiTOM                | Karolane Brisson    | Marie-Soleil Bélanger    |
| Éliminés lors des Duels              | 10 | Gabrielle Nogue   | Alexandru Tutuianu     | Malia               | Catherine Picard         |
| Éliminés lors des Duels              | 11 | Tiphanie Doucet   | Janicka Alie-Thivierge | Louis-David Leclerc | Guillaume Cauvain        |
| Éliminés lors des Duels              | 12 | Catherine Lydde   | Jamie-Lee              | Elyzabeth Diaga     | Maxime Lapointe          |
| Éliminés lors des Duels              | 13 | Ritchy Lemay      | Jean-Daniel Labrie     | Steeve Gagnon       | Frédérique Mousseau      |
| Éliminés lors des Duels              | 14 | NC                | Francis Bernier        | NC                  | NC                       |

## Déroulement

### Les auditions à l'aveugle

#### Épisode 1
Performance de groupe : Terre - Céline Dion
| Ordre | Participant (âge, ville)                         | Chanson                                                       | Choix | Choix          | Choix | Choix  |
| Ordre | Participant (âge, ville)                         | Chanson                                                       | Garou | Cœur de pirate | Marc  | Pierre |
| ----- | ------------------------------------------------ | ------------------------------------------------------------- | ----- | -------------- | ----- | ------ |
| 1     | Laurie Drolet (20 ans, Lévis)                    | Seven Nation Army - The White Stripes                         | ✔️    | ✔️             | ✔️    | ✔️     |
| 2     | Alex Burger (29 ans, Saint-Hyacinthe)            | Bye Bye mon cowboy - Mitsou                                   | —     | ✘              | —     | ✔️     |
| 3     | Michaela Cahill (25 ans, Fort-Coulonge)          | Never Tear Us Apart - INXS                                    | ✔️    | ✔️             | ✔️    | ✔️     |
| 4     | Nathalie Viau (52 ans, Louiseville)              | I Lost My Baby - Jean Leloup                                  | —     | —              | —     | —      |
| 5     | Joffrey Charles (22 ans, Gatineau)               | Someone You Loved - Lewis Capaldi                             | ✔️    | ✔️             | ✔️    | ✔️     |
| 6     | Bleu Red (35 ans, Chambly)                       | U Remind Me - Usher                                           | —     | —              | —     | —      |
| 7     | Andy Bourgeois (20 ans, Gatineau)                | Love Is A Lie - Beth Hart                                     | ✔️    | ✔️             | ✔️    | ✔️     |
| 8     | Jean-Daniel Labrie (26 ans, Sherbrooke)          | Ruin - Shawn Mendes                                           | ✔️    | ✔️             | ✘     | ✔️     |
| 9     | Jazzmine (31 ans, Belœil)                        | Dans ma rue - Édith Piaf                                      | —     | —              | —     | —      |
| 10    | Louis-David Leclerc (33 ans, Joliette)           | Just One More Time / Chu un rocker - Billy Gayles / Offenbach | ✔️    | —              | ✔️    | —      |
| 11    | Rosie Lafrance-Marcotte (23 ans, Trois-Rivières) | Le ciel se marie avec la mer - Jacques Blanchet               | —     | —              | —     | —      |
| 12    | Catherine Lydde (23 ans, Lasalle)                | At Last - Etta James                                          | ✔️    | ✔️             | —     | ✔️     |
| 13    | Ginette Reno                                     | Je n'ai pas vu passer le temps - Ginette Reno                 | ✔️    | ✔️             | ✔️    | ✔️     |

#### Épisode 2
| Ordre | Participant (âge, ville)                         | Chanson                                                       | Choix | Choix          | Choix | Choix  |
| Ordre | Participant (âge, ville)                         | Chanson                                                       | Garou | Cœur de pirate | Marc  | Pierre |
| ----- | ------------------------------------------------ | ------------------------------------------------------------- | ----- | -------------- | ----- | ------ |
| 1     | Ritchy Lemay (29 ans, Berthierville)             | Rosie - Francis Cabrel                                        | ✔️    | ✔️             | —     | —      |
| 2     | Jamie-Lee (28 ans, Berthierville)                | Jolene - Dolly Parton                                         | ✔️    | ✔️             | ✔️    | ✔️     |
| 3     | Laurence Bergeron Pilote (17 ans, Clermont)      | Pour un instant - Harmonium                                   | —     | —              | —     | —      |
| 4     | Alexandru Tutuianu (16 ans, Montréal)            | La Bohème - Charles Aznavour                                  | —     | ✔️             | —     | —      |
| 5     | Mélane (43 ans, Stukely-Sud)                     | Le parc Belmont - Diane Dufresne                              | —     | —              | —     | —      |
| 6     | William Fontaine-Jalbert (21 ans, Drummondville) | Need It - Half Moon Run                                       | ✔️    | ✔️             | ✔️    | ✔️     |
| 7     | Gabriel Langelier (36 ans, Boucherville)         | The Final Countdown / Nessun dorma - Europe / Giacomo Puccini | ✔️    | —              | ✔️    | ✔️     |
| 8     | Marie-Luce (34 ans, Trois-Rivières)              | Damn, dis-moi - Christine and The Queens                      | —     | ✔️             | —     | ✔️     |
| 9     | Ali Overing (27 ans, Montréal)                   | Si tu savais - Marie-Pierre Arthur                            | —     | —              | —     | —      |
| 10    | Tiphanie Doucet (Châtenay-Malabry, France)       | La Vie en rose - Édith Piaf                                   | ✔️    | —              | —     | —      |
| 11    | Frédérique Mousseau (21 ans, Drummondville)      | Titanium - David Guetta et Sia                                | —     | —              | —     | ✔️     |
| 12    | Jason Valentino (32 ans, Montréal)               | Jealous - Labrinth                                            | ✔️    | ✔️             | ✔️    | ✔️     |
| 13    | Catherine Laurin (25 ans, Trois-Rivières)        | The Great Escape - Patrick Watson                             | ✔️    | —              | —     | ✔️     |
| 14    | Marie-Ève Quirion (28 ans, Magog)                | Si tu n'as pas d'amour - Lara Fabian                          | —     | —              | —     | —      |
| 15    | Scott Ames (36 ans, Magnolia, Texas)             | The Woman In You - Ben Harper                                 | ✔️    | —              | ✔️    | ✔️     |

#### Épisode 3
| Ordre | Participant (âge, ville)                           | Chanson                                            | Choix | Choix          | Choix | Choix  |
| Ordre | Participant (âge, ville)                           | Chanson                                            | Garou | Cœur de pirate | Marc  | Pierre |
| ----- | -------------------------------------------------- | -------------------------------------------------- | ----- | -------------- | ----- | ------ |
| 1     | Katrine Sansregret (15 ans, Saint-Hubert)          | One and Only - Adele                               | ✔️    | ✔️             | ✔️    | ✔️     |
| 2     | Clément Jacques (34 ans, Rivière-Éternité)         | Take Me Home, Country Roads - John Denver          | ✔️    | ✔️             | ✔️    | ✔️     |
| 3     | Simone Jensen (20 ans, Montréal)                   | Si tu reviens - Louis-Jean Cormier                 | —     | —              | —     | —      |
| 4     | Francis Bernier (22 ans, Lévis)                    | Oublie-moi - Cœur de pirate                        | —     | ✔️             | —     | —      |
| 5     | Shayan Heidari (19 ans, Montréal)                  | Est-ce que tu m'aimes ? - Gims                     | —     | —              | —     | —      |
| 6     | Josiane Comeau (18 ans, Dieppe, Nouveau-Brunswick) | Si t'étais là - Louane                             | —     | ✔️             | —     | —      |
| 7     | Maxime Lapointe (19 ans, Granby)                   | Mes mains blanches - Philippe Brach / Bill Withers | ✔️    | —              | —     | ✔️     |
| 8     | Gaétan Bergevin (61 ans, Waterloo)                 | Delilah - Tom Jones                                | —     | —              | —     | —      |
| 9     | Philippe Tremblay (17 ans, La Malbaie)             | Des armes - Léo Ferré                              | ✔️    | —              | —     | —      |
| 10    | Tara Beauchamp (23 ans, Prévost)                   | Diva Dance - Éric Serra                            | —     | —              | —     | —      |
| 11    | Guillaume Cauvain (35 ans, Montréal)               | Mécaniques générales - Patrice Michaud             | ✔️    | ✔️             | —     | ✔️     |
| 12    | Karolane Brisson (22 ans, Montréal)                | Make It Rain - Foy Vance                           | ✔️    | —              | ✔️    | —      |
| 13    | Thomas-Antoine Boucher (25 ans, Montréal)          | Mexico - Luis Mariano                              | —     | —              | —     | —      |
| 14    | Suzie Villeneuve (36 ans, Mascouche)               | I Surrender - Céline Dion                          | ✔️    | ✔️             | ✔️    | ✔️     |

#### Épisode 4
| Ordre | Participant (âge, ville)                   | Chanson                                    | Choix | Choix          | Choix | Choix  |
| Ordre | Participant (âge, ville)                   | Chanson                                    | Garou | Cœur de pirate | Marc  | Pierre |
| ----- | ------------------------------------------ | ------------------------------------------ | ----- | -------------- | ----- | ------ |
| 1     | Catherine Picard (20 ans, Québec)          | Piece by Piece - Kelly Clarkson            | ✔️    | ✔️             | ✔️    | ✔️     |
| 2     | Francis Degrandpré (27 ans, Berthierville) | Used to Love You Sober - Kane Brown        | ✔️    | —              | ✔️    | —      |
| 3     | Vidjay Rangaya (25 ans, Montréal)          | Sortez-moi de moi - Daniel Bélanger        | —     | ✔️             | —     | ✔️     |
| 4     | Dominic De Grasse (47 ans, Varennes)       | Working Man Blues - Merle Haggard          | —     | —              | —     | —      |
| 5     | Mélanie Forgues (26 ans, La Prairie)       | Blanc - Fanny Bloom                        | —     | —              | —     | —      |
| 6     | Raff Pylon (26 ans, Belœil)                | She Looks So Perfect - 5 Seconds of Summer | ✔️    | ✔️             | ✔️    | ✔️     |
| 7     | Gabrielle Nogue (24 ans, Montréal)         | The Climb - Miley Cyrus                    | ✔️    | —              | —     | ✔️     |
| 8     | Allison Daniels (24 ans, Québec)           | Cupid's Got a Shotgun - Carrie Underwood   | ✔️    | —              | ✔️    | —      |
| 9     | Anthonny Leclerc (26 ans, Trois-Rivières)  | Happy Ending - Mika                        | —     | —              | —     | —      |
| 10    | Beth Cossette (28 ans, Montréal)           | C'est moi - Marie-Mai                      | ✔️    | ✔️             | —     | ✔️     |
| 11    | Anne-Sophie (23 ans, Verdun)               | Je veux - Zaz                              | —     | —              | —     | —      |
| 12    | Malia (29 ans, Montréal)                   | Ex-Factor - Lauryn Hill                    | ✔️    | ✔️             | ✔️    | ✔️     |
| 13    | Matante Alex (24 ans, Montréal)            | Deux par deux rassemblés - Pierre Lapointe | —     | —              | —     | —      |
| 14    | Tom-Éliot Girard (19 ans, Boucherville)    | Les tireurs fous - Ariane Moffatt          | ✔️    | —              | —     | —      |
| 15    | Heidi Jutras (33 ans, Drummondville)       | Des mots qui sonnent - Céline Dion         | ✔️    | ✔️             | —     | ✔️     |

#### Épisode 5
| Ordre | Participant (âge, ville)                      | Chanson                                                     | Choix | Choix          | Choix | Choix  |
| Ordre | Participant (âge, ville)                      | Chanson                                                     | Garou | Cœur de pirate | Marc  | Pierre |
| ----- | --------------------------------------------- | ----------------------------------------------------------- | ----- | -------------- | ----- | ------ |
| 1     | Gabriel Forest (22 ans, Blainville)           | Leave a Light On - Tom Walker                               | ✔️    | ✔️             | —     | ✔️     |
| 2     | Clara Tetu (20 ans, Québec)                   | Back to Black - Amy Winehouse                               | ✔️    | —              | ✔️    | ✔️     |
| 3     | Jean-Christophe Germain (43 ans, Montréal)    | Je l'aime à mourir - Francis Cabrel                         | —     | —              | —     | —      |
| 4     | Clerel Djamen (28 ans, Montréal)              | Let's Stay Together - Al Green                              | ✔️    | ✔️             | ✔️    | ✘      |
| 5     | Marie-Soleil Bélanger (24 ans, Mont-Joli)     | Hurt - Christina Aguilera                                   | —     | —              | —     | ✔️     |
| 6     | Elyzabeth Diaga (50 ans, Montréal)            | Crazy on You - Heart                                        | ✔️    | —              | ✔️    | ✔️     |
| 7     | Manon Séguin (33 ans, L'Orignal, Ontario)     | The Greatest Love of All - Whitney Houston                  | —     | —              | —     | —      |
| 8     | Marc Devigne (35 ans, Toronto, Ontario)       | À fleur de toi - Vitaa                                      | ✔️    | ✔️             | —     | —      |
| 9     | PETiTOM (25 ans, Québec)                      | Call Me in the Afternoon - Half Moon Run                    | NC    | ✔️             | —     | ✔️     |
| 10    | Janicka Alie-Thivierge (18 ans, Saint-Jérôme) | Solitude - Lulu Hughes                                      | NC    | ✔️             | —     | —      |
| 11    | McFlyy (16 ans, Longueuil)                    | Quand je partirai - La Fouine                               | NC    | NC             | —     | —      |
| 12    | Flora Stein (24 ans, Gatineau)                | Masterpiece - Jazmine Sullivan                              | NC    | NC             | —     | ✔️     |
| 13    | Duff (25 ans, Mascouche)                      | Knockin' on Heaven's Door - Bob Dylan                       | NC    | NC             | —     | NC     |
| 14    | Maya Malkin (27 ans, Montréal)                | Girls Just Wanna Have Fun - Cyndi Lauper                    | NC    | NC             | —     | NC     |
| 15    | Steeve Gagnon (43 ans, L'Épiphanie)           | Have You Ever Seen the Rain? - Creedence Clearwater Revival | NC    | NC             | ✔️    | NC     |

### Les Duels
Cette année, lors des duels, en plus de l'option du vol, une nouveauté s'ajoute : le bouton Sauve. Cette option permet au coach de garder deux candidats d'un même duel dans son équipe. Un coach ne peut tenter de sauver un candidat de sa propre équipe qu'une seule fois lors des duels. Si les autres coachs désirent voler un candidat que le coach a préalablement sauvé, il revient au candidat de décider s'il ou elle veut rester avec son coach ou changer d'équipe. Si le coach qui a tenté de sauver perd le candidat, l'option Sauve redevient une option de vol.
Légende:

#### Épisode 6
| Ordre | Coach          | Artistes          | Artistes            | Chanson                                                          | Vols              | Vols           | Vols              | Vols   |
| Ordre | Coach          | Artistes          | Artistes            | Chanson                                                          | Garou             | Cœur de pirate | Marc              | Pierre |
| ----- | -------------- | ----------------- | ------------------- | ---------------------------------------------------------------- | ----------------- | -------------- | ----------------- | ------ |
| 1     | Marc           | Joffrey Charles   | Katrine Sansregret  | Gravity - Sara Bareilles                                         | ✔️                | —              | ✔️                | ✔️     |
| 2     | Garou          | Gabriel Langelier | Marc Devigne        | Princes of the Universe - Queen                                  | ✔️                | —              | —                 | —      |
| 3     | Cœur de pirate | Clerel Djamen     | Jean-Daniel Labrie  | Amalgame - Les Respectables                                      | —                 | —              | —                 | —      |
| 4     | Pierre         | Heidi Jutras      | Frédérique Mousseau | Do You Know Where You're Going to - Diana Ross                   | —                 | —              | —                 | —      |
| 5     | Marc           | Jason Valentino   | Malia               | Higher Love - Steve Winwood (version de Kygo et Whitney Houston) | —                 | —              | Sauvetage utilisé | ✔️     |
| 6     | Pierre         | Alex Burger       | Maxime Lapointe     | Ces montagnes - Philémon Cimon                                   | —                 | —              | —                 | —      |
| 7     | Cœur de pirate | Clément Jacques   | Jamie-Lee           | Complicated - Avril Lavigne                                      | —                 | —              | —                 | —      |
| 8     | Garou          | Allison Daniels   | Gabrielle Nogue     | Vivante - France D'Amour                                         | Sauvetage utilisé | ✔️             | —                 | —      |

#### Épisode 7
| Ordre | Coach          | Artistes         | Artistes          | Chanson                                 | Vols            | Vols              | Vols            | Vols   |
| Ordre | Coach          | Artistes         | Artistes          | Chanson                                 | Garou           | Cœur de pirate    | Marc            | Pierre |
| ----- | -------------- | ---------------- | ----------------- | --------------------------------------- | --------------- | ----------------- | --------------- | ------ |
| 1     | Cœur de pirate | Laurie Drolet    | PETiTOM           | Shake It Out - Florence and the Machine | ✔️              | ✔️                | ✔️              | ✔️     |
| 2     | Marc           | Clara Tetu       | Karolane Brisson  | Dance Monkey - Tones and I              | ✔️              | —                 | Équipe complète | —      |
| 3     | Pierre         | Vidjay Rangaya   | Guillaume Cauvain | La Baie - Clara Luciani                 | Équipe complète | —                 | Équipe complète | —      |
| 4     | Garou          | Gabriel Forest   | Ritchy Lemay      | Né dans le bayou - Francis Cabrel       | Équipe complète | —                 | Équipe complète | —      |
| 5     | Pierre         | Flora Stein      | Catherine Picard  | Lovely - Billie Eilish et Khalid        | Équipe complète | —                 | Équipe complète | —      |
| 6     | Cœur de pirate | Marie-Luce       | Francis Bernier   | Mille après mille - Willie Lamothe      | Équipe complète | Sauvetage utilisé | Équipe complète | —      |
| 7     | Marc           | Raff Pylon       | Steeve Gagnon     | Respire - Jonas                         | Équipe complète | —                 | Équipe complète | —      |
| 8     | Garou          | Suzie Villeneuve | Catherine Lydde   | Alive - Sia                             | Équipe complète | —                 | Équipe complète | —      |

#### Épisode 8
| Ordre | Coach          | Artistes           | Artistes                 | Chanson                                                                  | Vols            | Vols            | Vols            | Vols            |
| Ordre | Coach          | Artistes           | Artistes                 | Chanson                                                                  | Garou           | Cœur de pirate  | Marc            | Pierre          |
| ----- | -------------- | ------------------ | ------------------------ | ------------------------------------------------------------------------ | --------------- | --------------- | --------------- | --------------- |
| 1     | Garou          | Philippe Tremblay  | Tom-Éliot Girard         | Dormir dehors - Daran et les chaises                                     | Équipe complète | ✔️              | Équipe complète | —               |
| 2     | Pierre         | Catherine Laurin   | William Fontaine-Jalbert | La chanson de Delphine / La chanson de Maxence - Michel Legrand          | Équipe complète | Équipe complète | Équipe complète | ✔️              |
| 3     | Marc           | Michaela Cahill    | Elyzabeth Diaga          | Le monde est stone - Starmania                                           | Équipe complète | Équipe complète | Équipe complète | Équipe complète |
| 4     | Cœur de pirate | Beth Cossette      | Janicka Alie-Thivierge   | Dancing On My Own - Robyn (version de Calum Scott)                       | Équipe complète | Équipe complète | Équipe complète | Équipe complète |
| 5     | Marc           | Francis Degrandpré | Louis-David Leclerc      | Old Town Road - Lil Nas X et Billy Ray Cyrus                             | Équipe complète | Équipe complète | Équipe complète | Équipe complète |
| 6     | Garou          | Scott Ames         | Tiphanie Doucet          | We've Got Tonight - Bob Seger (version de Kenny Rogers et Sheena Easton) | Équipe complète | Équipe complète | Équipe complète | Équipe complète |
| 7     | Pierre         | Andy Bourgeois     | Marie-Soleil Bélanger    | Nothing Breaks Like a Heart - Mark Ronson et Miley Cyrus                 | Équipe complète | Équipe complète | Équipe complète | Équipe complète |
| 8     | Cœur de pirate | Josiane Comeau     | Alexandru Tutuianu       | Oui ou non - Angèle                                                      | Équipe complète | Équipe complète | Équipe complète | Équipe complète |

### Les chants de bataille

#### Épisode 9
Légende:
Après les Duels, chaque équipe compte 8 candidats. Le coach en choisit 5, qui vont directement aux Directs, en mettant les 3 autres en danger. Chaque candidat chante sa chanson (qu'il a lui-même choisie), et le coach ne peut en garder qu'un seul, qui prendra la sixième et dernière place de l'équipe pour les directs. Ginette Reno agit comme supercoach lors de cette émission,,.
| Ordre | Coach           | Participant(e)   | Chanson                                 |
| ----- | --------------- | ---------------- | --------------------------------------- |
| 1     | Garou           | Marc Devigne     | Reviens-moi - Dany Bédar                |
| 2     | Garou           | Karolane Brisson | L'ombre d'un homme - Ben l'Oncle Soul   |
| 3     | Garou           | Scott Ames       | Blue on Black - Five Finger Death Punch |
| 4     | Pierre Lapointe | Heidi Jutras     | Si exceptionnel - Andrée Watters        |
| 5     | Pierre Lapointe | Andy Bourgeois   | Câlisse-moi là - Lisa LeBlanc           |
| 6     | Pierre Lapointe | Malia            | Thinkin' Bout You - Frank Ocean         |
| 7     | Cœur de pirate  | Clerel Djamen    | What's Going On - Marvin Gaye           |
| 8     | Cœur de pirate  | Gabrielle Nogue  | Someone Like You - Adele                |
| 9     | Cœur de pirate  | Tom-Éliot Girard | J'ai demandé à la lune - Indochine      |
| 10    | Marc Dupré      | Clara Tetu       | Fous n'importe où - Daniel Bélanger     |
| 11    | Marc Dupré      | Michaela Cahill  | The Joke - Brandi Carlile               |
| 12    | Marc Dupré      | Raff Pylon       | Youngblood - 5 Seconds of Summer        |

### Les Directs
À partir de maintenant, les 4 derniers épisodes sont diffusés en direct.

Légende:

#### Épisode 10
| Ordre | Coach           | Participant(e)    | Chanson                                                 | Points (coach) | Points (public) | Points (total) |
| ----- | --------------- | ----------------- | ------------------------------------------------------- | -------------- | --------------- | -------------- |
| 1     | Marc Dupré      | Joffrey Charles   | Falling - Harry Styles                                  | 33             | 33              | 66             |
| 2     | Marc Dupré      | PETiTOM           | Debout - Ariane Moffatt                                 | 31             | 8               | 39             |
| 3     | Marc Dupré      | Jason Valentino   | Say Something - A Great Big World et Christina Aguilera | 36             | 59              | 95             |
| 4     | Garou           | Philippe Tremblay | Space Oddity - David Bowie                              | 33             | 37              | 70             |
| 5     | Garou           | Gabriel Langelier | It's All Coming Back To Me Now - Céline Dion            | 33             | 31              | 64             |
| 6     | Garou           | Allison Daniels   | Black Horse and the Cherry Tree - KT Tunstall           | 34             | 32              | 66             |
| 7     | Pierre Lapointe | Catherine Laurin  | Goodbye Yellow Brick Road - Elton John                  | 34             | 26              | 60             |
| 8     | Pierre Lapointe | Malia             | Sang d'encre - Jean Leloup                              | 34             | 54              | 88             |
| 9     | Pierre Lapointe | Vidjay Rangaya    | The Scientist - Coldplay                                | 32             | 20              | 52             |
| 10    | Cœur de pirate  | Laurie Drolet     | Corps - Yseult                                          | 34             | 7               | 41             |
| 11    | Cœur de pirate  | Beth Cossette     | Faire la paix avec l'amour - Dany Bédar                 | 33             | 4               | 37             |
| 12    | Cœur de pirate  | Josiane Comeau    | Stronger (What Doesn't Kill You) - Kelly Clarkson       | 33             | 89              | 122            |

#### Épisode 11
| Ordre | Coach           | Participant(e)           | Chanson                                | Points (coach) | Points (public) | Points (total) |
| ----- | --------------- | ------------------------ | -------------------------------------- | -------------- | --------------- | -------------- |
| 1     | Cœur de pirate  | Tom-Éliot Girard         | J'arrive - Ben Mazué                   | 31             | 26              | 57             |
| 2     | Cœur de pirate  | Marie-Luce               | Y a les mots - Francine Raymond        | 31             | 26              | 57             |
| 3     | Cœur de pirate  | Clément Jacques          | On ne change pas - Céline Dion         | 38             | 48              | 86             |
| 4     | Garou           | Suzie Villeneuve         | À ma manière - Ginette Reno            | 35             | 57              | 92             |
| 5     | Garou           | Gabriel Forest           | Hold Me While You Wait - Lewis Capaldi | 32             | 17              | 49             |
| 6     | Garou           | Karolane Brisson         | La Foule - Édith Piaf                  | 33             | 26              | 59             |
| 7     | Pierre Lapointe | Alex Burger              | Doris - Stephen Faulkner               | 36             | 29              | 65             |
| 8     | Pierre Lapointe | William Fontaine-Jalbert | Karma Police - Radiohead               | 32             | 20              | 52             |
| 9     | Pierre Lapointe | Flora Stein              | L'antidote - Ehla                      | 32             | 51              | 83             |
| 10    | Marc Dupré      | Francis Degrandpré       | Amazed - Lonestar                      | 33             | 17              | 50             |
| 11    | Marc Dupré      | Michaela Cahill          | Yoü And I - Lady Gaga                  | 32             | 51              | 83             |
| 12    | Marc Dupré      | Katrine Sansregret       | S'il suffisait d'aimer - Céline Dion   | 35             | 32              | 67             |

### Demi-finale
| Ordre | Coach           | Participant(e)    | Chanson                                         | Points (public) |
| ----- | --------------- | ----------------- | ----------------------------------------------- | --------------- |
| 1     | Garou           | Philippe Tremblay | La chasse-galerie - Claude Dubois               | 45              |
| 2     | Garou           | Suzie Villeneuve  | Désenchantée - Mylène Farmer                    | 55              |
| 3     | Cœur de pirate  | Clément Jacques   | C'est zéro - Julie Masse                        | 13              |
| 4     | Cœur de pirate  | Josiane Comeau    | La Ballade de Jean Batailleur - Zachary Richard | 87              |
| 5     | Marc Dupré      | Michaela Cahill   | Les uns contre les autres - Starmania           | 61              |
| 6     | Marc Dupré      | Jason Valentino   | L'amour existe encore - Céline Dion             | 39              |
| 7     | Pierre Lapointe | Malia             | À coup de rêves - Ben l'Oncle Soul              | 45              |
| 8     | Pierre Lapointe | Flora Stein       | Mourir sur scène - Dalida                       | 55              |

### Finale
| Coach           | Participant(e)   | Pourcentages des votes | Chanson                                                           |
| --------------- | ---------------- | ---------------------- | ----------------------------------------------------------------- |
| Marc Dupré      | Michaela Cahill  | 17                     | Imagine - John Lennon                                             |
| Garou           | Suzie Villeneuve | 19                     | Le blues du businessman - Starmania (version de Nicole Croisille) |
| Pierre Lapointe | Flora Stein      | 5                      | Nos souvenirs - Mireille Mathieu                                  |
| Cœur de pirate  | Josiane Comeau   | 59                     | Lonely - Noah Cyrus                                               |